# Friedrich Albert Zorn
Friedrich Albert Zorn   (Kempten, 3 d'abril de 1816 - Odessa, 1895) és un ballarí, coreògraf i teòric de la dansa alemany que va néixer el 1816 i va morir l'abril de 1895.

## Biografia
Poc se sap sobre la formació de Zorn a Dresden i Leipzig i la seva trajectòria professional passant per Hannover i Hamburg fins a Christiania i per París fins a Odessa. Ja als 16 anys va arribar a Odessa, on va ser professor al gimnàs imperial rus Richelieu des de febrer de 1840 fins a 1887. Com es desprèn del prefaci de la seva Gramàtica de l'art de la dansa, va fer nombrosos viatges per Europa per conèixer i consultar professors de dansa. El 1855 va conèixer Paul Taglioni a Berlín. Amint Freising també hi va estar actiu com a figurant al mateix temps. Va estar en correspondència amb Arthur Saint-Léon durant diversos anys. També restà en contacte amb els companys professors de dansa de Königsberg i Leipzig; No se sap si també hi va treballar com a professor de dansa.

## La gramàtica de l'art de la dansa
Els dies 24 i 25 de maig de 1885, després de 50 anys de treball, Zorn va presentar la seva Gramàtica de l'art de la dansa a l'Acadèmia d'Ensenyament de la Dansa de Berlín, presidida per Amint Freising.
Els dies 29 i 30 de maig de 1887, en l'assemblea general anual de l'Acadèmia, es va acordar que cada soci rebés un exemplar i en fes un comentari escrit, que serviria per millorar les edicions posteriors.
Aquesta obra, dedicada a Amint Freising, es va publicar a Leipzig l'any 1887. En ell, Zorn descriu l'art de la dansa del seu temps i explica la seva notació de dansa, que es basa en el sistema de notació d'Arthur Saint-Léon. La teoria de la dansa de Zorn es basa en la col·laboració amb Paul Taglioni i Saint-Léon. Descriu la quadrilla, la polonesa i nombrosos altres balls nacionals tal com es ballaven als balls públics i a les societats domèstiques de la seva època. A banda de les danses contemporànies, també descriu algunes danses de la generació anterior, com una Gavotte de Vestris, així com una versió de La Cachucha feta famosa per Fanny Elssler al ballet Le Diable boiteux de Jean Coralli. A més, al segle xix el minuet també formava part de la formació, que Zorn també va descriure en una de les versions habituals a l'època.
A part d'això, la gramàtica de l'art de la dansa de Zorn també és una font interessant sobre la dansa popular, ja que va trobar el seu camí als balls de la població urbana en la seva forma estilitzada (Tyrolienne, Steirischer, Rheinländer, Redowaczka, Krakowiak, etc.). El seu llibre va ser traduït a l'anglès (Grammar of the Art of Dancing) el 1905. Les dues edicions van aparèixer en diverses edicions.

## Escrits
- Gramàtica de l'art de la dansa. Instrucció teòrica i pràctica sobre l'art de la dansa i l'art de la dansa escriptura o coreografia juntament amb un atles amb dibuixos i exemples de pràctica musical amb designacions coreogràfiques i un llibre especial de música per al músic, Leipzig: J. J. Weber, 1887; Reimpressió: Hildesheim: OLMS, 1982.
- Gramàtica de l'art de la dansa, teòrica i pràctica; lliçons sobre les arts de la dansa i l'escriptura de la dansa (coreografia) amb dibuixos, exemples musicals, símbols coregràfics i partitures musicals especials, traduïts de l'alemany de Friedrich Albert Zorn, übersetzt von Alfonso Josephs Sheafe, Boston, Mass.: Heintzemann-Press, 1905.